# Dreibandsalmler
Der Dreibandsalmler (Hyphessobrycon heterorhabdus; griechisch heteros „anders“, rhabdus „Strich“) ist ein Süßwasserfisch aus dem mittleren und unterem Amazonasgebiet. Er wird als Aquarienfisch gehalten und wurde zu diesem Zweck 1910 erstmals nach Deutschland eingeführt. Anfangs wurde er häufig mit dem Flaggensalmler (Hemigrammus ulreyi) verwechselt, weswegen er auch als „Falscher Ulrey“ bezeichnet wird.

## Merkmale
Der gestreckte und seitlich stark abgeflachte Körper des Dreibandsalmlers kann eine Gesamtlänge von vier Zentimetern erreichen. Die männlichen Tiere bleiben allerdings kleiner als die etwas fülligeren Weibchen. Der Rücken ist rotbraun gefärbt, die Seiten sind von gelbbrauner Farbe. Olivfarben bis silbern glänzend ist der Bauch. Ein dreifarbiges Längsband zieht sich vom Kiemendeckel bis zur Wurzel der Schwanzflosse. Die oberste der drei Teilbinden ist rot, die mittlere weiß bis goldglänzend und der unterste Streifen ist tiefschwarz gefärbt. Die obere Hälfte der Iris zeigt ein kräftiges Rot. Die Flossen sind farblos oder etwas gelblich und enden teilweise in weißen Spitzen.
Flossenformel: Dorsale 10, Anale 20–23
Der Dreibandsalmler trägt 32 bis 34 Schuppen entlang einer mittleren Längsreihe (mLR) und acht bis neun Schuppen in der Seitenlinie.

## Fortpflanzung
Wie viele andere Salmlerarten ist auch der Dreibandsalmler ein Freilaicher. Seine Eier und die Brut sind lichtempfindlich. Der relativ kleine Nachwuchs schwimmt ab dem fünften Tage nach dem Schlupf frei.

## Systematik

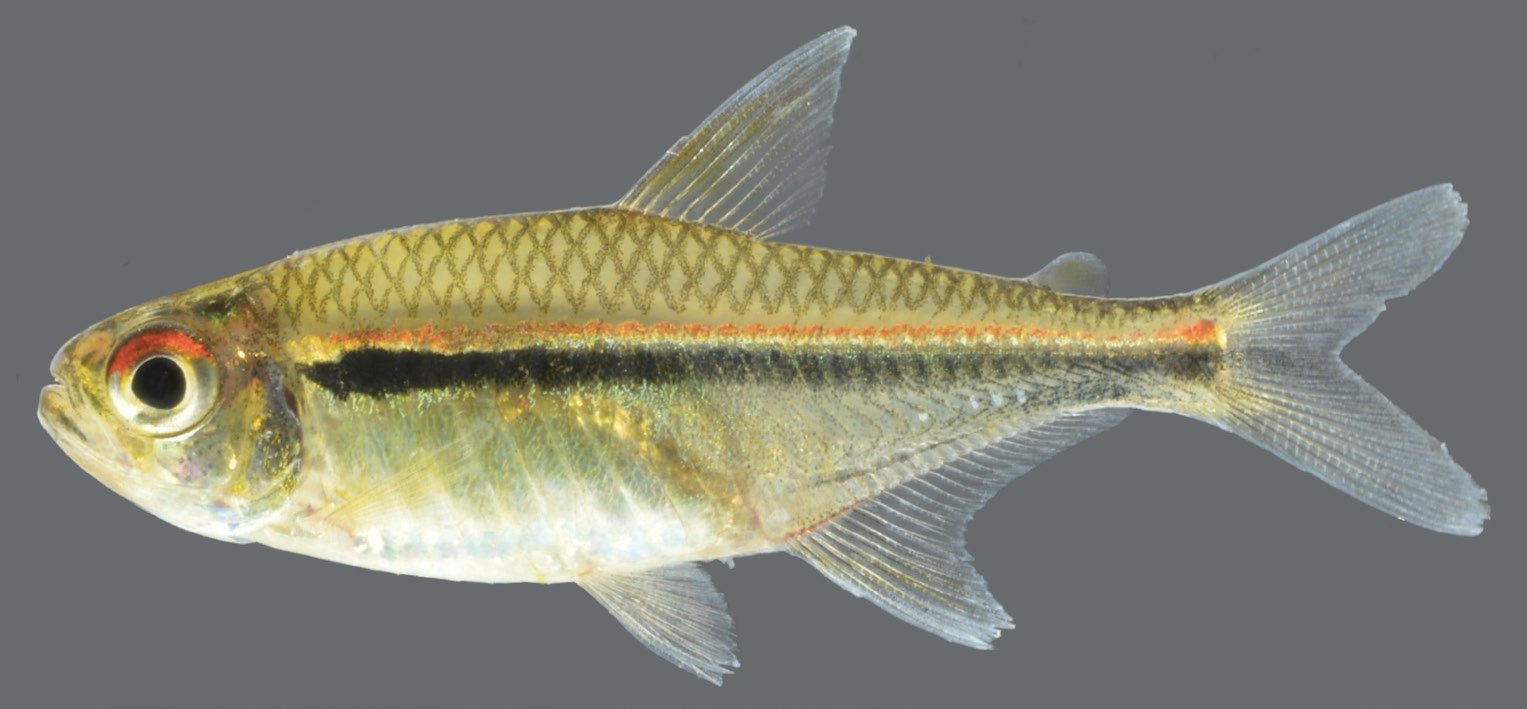
Hyphessobrycon cantoi

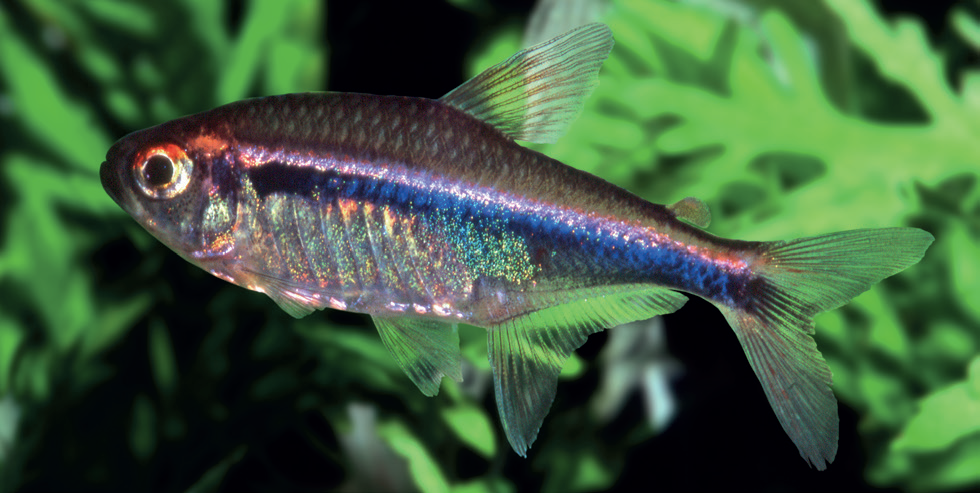
Hyphessobrycon agulha

Der Dreibandsalmler wurde 1895 durch den Biologen Albert B. Ulrey unter der Bezeichnung Tetragonopterus heterorhabdus erstmals wissenschaftlich beschrieben. Später wurde er der Gattung Hyphessobrycon zugeordnet, die aber nicht monophyletisch ist. Innerhalb der Gattung Hyphessobrycon ist Hyphessobrycon heterorhabdus die namensgebende Art der Hyphessobrycon heterorhabdus-Artengruppe, deren gemeinsames Merkmal ein dreifarbiges Längsband entlang der Körpermitte ist. Das Längsband besteht aus einem oberen, schmalen, roten Streifen, einen mittigen, hell irisierenden Streifen und ein breiteres, ventrales, schwarzes Längsband. Neben dem Dreibandsalmler gehören zur Hyphessobrycon heterorhabdus-Artengruppe H. amapaensis, H. cantoi, H. ericae, H. montagi, H. sateremawe und H. wosiacki. Auch die Hyphessobrycon heterorhabdus-Artengruppe ist nicht monophyletisch, sondern mit der Hyphessobrycon agulha-Artengruppe verflochten, zu der der aus der Aquaristik sehr bekannte Schwarze Neonsalmler (Hyphessobrycon herbertaxelrodi) gehört.  Zu der von beiden Artengruppen gebildeten Klade gehören auch der Bellotti-Rotaugensalmler (Hemigrammus bellottii) und der Rotstreifen-Salmler (Hemigrammus rubrostriatus). Da Hyphessobrycon compressus, die Typusart der Gattung Hyphessobrycon, außerhalb dieser großen Gruppe liegt, müsste diese Gruppe als eine eigenständige, sich von Hyphessobrycon und Hemigrammus unterscheidende Gattung beschrieben werden.

## Belege
1. 1 2 3  Axel Zarske: Hyphessobrycon heterorhabdus. In: Claus Schaefer, Torsten Schröer (Hrsg.): Das große Lexikon der Aquaristik. Eugen Ulmer, Stuttgart 2004, ISBN 3-8001-7497-9, S. 501 f.
2. ↑  Rüdiger Riehl, Hans A. Baensch: Aquarien Atlas. 14. Auflage. Band 1, Mergus Verlag, Melle 2002, ISBN 3-88244-065-1, S. 288.
3. 1 2  Günther Sterba: Süßwasserfische der Welt. Weltbild Verlag, Augsburg 1998, ISBN 3-89350-991-7, S. 104.
4. ↑  Albert B. Ulrey (1894): Preliminary descriptions of some new South American Characinidae. American Naturalist v. 28 (Nr. 331): S. 610–612.
5. ↑  Bruno F Melo, Rafaela P Ota, Ricardo C Benine, Fernando R Carvalho, Flavio C T Lima, George M T Mattox, Camila S Souza, Tiago C Faria, Lais Reia, Fabio F Roxo, Martha Valdez-Moreno, Thomas J Near, Claudio Oliveira (2024): Phylogenomics of Characidae, a hyper-diverse Neotropical freshwater fish lineage, with a phylogenetic classification including four families (Teleostei: Characiformes) Zoological Journal of the Linnean Society, Volume 202, Issue 1, September 2024, doi: 10.1093/zoolinnean/zlae101